# 赵子禠墓
赵子禠墓，位于江苏省镇江市丹徒区，是宋太祖赵匡胤六世孙赵子禠的墓地，为中华人民共和国江苏省文物保护单位之一。
2011年12月30日，授予江苏省文物保护单位，是一座古墓葬。